# Црква светог Вазнесења Господњег (Српски Алмаш)
Црква светог Вазнесења Господњег је један од православних храмова Српске православне цркве у Српском Алмашу (мађ. Rácalmás). Црква припада Будимској епархији Српске православне цркве.
Црква је посвећена светом Вазнесењу Господњем.

## Историјат
Према народном предању у Српском Алмашу су постојале две православне цркве још у 16. веку. Зна се да је у 18. веку сазидана мања црква која је срушна средином 19. века. Садашња једноставна, скромна сеоска црква сазидана је 1852. године, а обновљена 1891. године, када је дозидан и торањ.
Црква је једноставна, мала грађевина тростране апсиде са звоником на један спрат и лименом капом.
Иконостасна преграда је обича, од дасака и на њој се налазе иконе из 18. и 19. века. Икона Царске двери из 1742. године, капитално је дело српског дубореза и сликарства које порекло вуче из Српског Ковина. Изнад иконе Царских двери налази се и икона Света Тројица коај је дело познатог српског сликара Арсенија Арсе Теодоровића (1767-1826).
На инокостасу је и серија од десет целивајућих икона, зографска наива из прве половине 18. века. У цркви се налази и слика Катарине Ивановић Света Катарина, која је скица за истоимену композицију која се налази у Српском Ковину.
Црква светог Вазнесења Господњег у Српском Алмашу је парохија Архијерејског намесништва будимског чији је Архијерејски намесник Протојереј Зоран Остојић. Администратор парохије је протојереј Павле Каплан.